# Большаков, Михаил Николаевич
Михаил Николаевич Большаков (12 ноября 1907, Калуга — 12 июня 1992, Бишкек) — советский учёный в области водного хозяйства и мелиорации. Член-корреспондент АН Киргизской ССР (1954).

## Биография
Окончил Ленинградский политехнический институт (1931).
Участник Великой Отечественной войны
Доктор технических наук (1952).
В 1954 году с организацией АН Киргизской ССР избран в члены-корреспонденты (первый состав). Работал в Киргизском НИИ водного хозяйства Министерства мелиорации и водного хозяйства СССР.
Директор НИИ энергетики и водного хозяйства АН Киргизской ССР, зав. отделом ВНИИ по комплексной автоматизации систем мелиорации.

## Научные интересы
Специалист в области гидрологии и гидротехники.
Руководил группой проектировщиков Большого Чуйского канала.